# Pseudomacronychus humeralis
Pseudomacronychus humeralis là một loài bọ cánh cứng trong họ Elmidae. Loài này được Delève miêu tả khoa học năm 1937.